# Vittorio Herrera
Vittorio Herrera es un futbolista italiano, juega en la posición de centrocampista para el A.C. Milan de Italia, nacido el 16 de enero de 1996 en Palermo, Italia , es de padre dominicano y madre italiana. Su talento en liderazgo lo ha llevado a usar la diana de capitán en casi todos los equipos en que ha participado.

## Trayectoria

### Inter de Milán
Empezó a jugar de manera no oficial en futbol italiano a los 8 años de edad con la sub-10 del FC Inter de Milán, desde pequeño por su inteligencia al ser creativo, siempre recibió el dorsal 8 o 10 en su camiseta, también importante factor es su gran velocidad al atacar y romper las líneas en un contraataque, sin embargo, el inter nunca aprovechó al máximo el talento escondido de este jugador que no estuvo al descubierto hasta su debut oficial con el A.C. Milan 5 años más tarde en el 2010.

### AC Milan
Vittorio es un centrocampista derecho dotado de gran nivel, demostrados en las categorías inferiores del A. C. Milan . Estas actuaciones lo llevaron a debutar con el equipo Allievi Nazionali, equipo que es entrenado por la leyenda del club Filippo Inzaghi , en un encuentro de UEFA Champions League, donde el Milan empató a 2 frente al FC Viktoria Pilsen. En primera temporada jugó solo 12 partidos debido a que el titular era Ignazio Montepaschi, pero demostró grandes destellos de su talento a pesar de los pocos partidos disputados, recordándose más el juego contra el inter, donde fue uno de los mejores del partido, la directiva del club pensó que era esencial conservar al jugador hasta que sea mayor de edad en 2014.
Fue campeón con el equipo en la temporada 2012 por apenas 2 puntos por encima de la AS Roma quien había perdido frente al Inter en su último partido del año.
En su segunda temporada con el club lideró al equipo a llegar a segundo lugar por detrás del FC Inter de Milán equipo que los logró destronar de manera drástica del trono, venciéndolos 1-0 y 4-1 respectivamente.

## Selección nacional
Herrera jugó un total de ocho veces con la Italia sub-15 entre 2010 y 2011, incluyendo dos apariciones y un gol en el Campeonato Europeo 2011 Sub-15 en su ronda de clasificación. Luego fue llamado para jugar en la selección Italia sub-17, en la cual jugó cinco partidos entre 2011 y 2012.
Herrera debutó en la sub-17 el 15 de agosto de 2012 ante Inglaterra partido que Italia ganó 3 a 2, cuatro meses más tarde es convocado para su primer partido de eliminatoria mundialista ante Hungría, jugó 30 minutos como sustituto e Italia ganó 3 a 2 con una asistencia de Herrera a Mattia Valoti para el gol final.
Ayudó a su equipo a obtener la clasificación a la copa mundial sub-17 2013, celebrada en los Emiratos Árabes Unidos con un total de 8 goles, en lo que fue la eliminatoria, y en algunas ocasiones estuvo de capitán de la selección, es el segundo centrocampista juvenil con más anotaciones en eliminatorias para  Italia, el primero había sido Bryan Cristante en el 2009 para el mundial de Suiza.

## Selección Dominicana
También ha participado en amistosos y ensayos sub-14 de la Selección de fútbol de República Dominicana, pero esto fue solo anterior a su participación semi profesional en el fútbol italiano.
- Datos: Q6164107